# Sillago aeolus
Sillago aeolus is een straalvinnige vissensoort uit de familie van witte baarzen (Sillaginidae). De wetenschappelijke naam van de soort is voor het eerst geldig gepubliceerd in 1902 door Jordan & Evermann.